# ミキマキ
ミキマキ（1982年3月15日 - ）は、日本の双子の漫画家。埼玉県出身。埼玉県立坂戸高等学校卒業。
デビュー作は『ダウト!』（『りぼん 2001年春のびっくり大増刊号』〈集英社〉に発表）。2009年9月18日に創刊の『カグヤ』（新書館）にて連載が中断していた『少年よ耽美を描け』が再開された。

## 概要・人物
- 双子の姉妹2人が共同で活動しており、主に姉の美樹が原案を担当し、妹の麻樹が作画を担当している。実際には麻樹の構想が原案に含まれたり、美樹も作画を手がけたりすることから、実質的に「共同制作」である。また、ファンレターでは「こんにちは」と同じくらいの頻度で「どうやって漫画を描いているんですか」と聞かれることが多い[2]。
- ファンレターに「どうして本当は双子じゃないのに双子って嘘をついているんですか?」という意見が寄せられ、いずれかの存在を全否定されたことがある。そのため、再度自己紹介を3回続けて行った[3]。
- 美樹と麻樹の他に、妹も一人いる[4]。
- 槙ようこのアシスタントを経験しており、現在でも親交が深い。
  - 槙が飼っていたミニチュアダックスフントのかわいさに惹かれ、自身もミニチュアダックスフントの「ムック（オス）」を飼っている[5]。
- 双子における「意思疎通」の俗説に対し、実際には否定できない体験をしている。
  - 麻樹と打ち合わせするために、美樹が喫茶店から連絡を取ろうとしたところ、全く同じメニューを持った麻樹が登場。麻樹曰く「なんか（美樹が）いるような気がした」とのこと。
  - 「美樹が事故を起こす」夢を麻樹が見たところ、現実に事故が起きた。
- 上記のエピソードがありながら、普段はすれ違いばかりなので「いつもシンクロしていれば仕事も円滑に進むだろうに…」とコメントしている[6]。
- デビューまでに「りぼんまんがスクール」に37回投稿していた[7]。

## 作品リスト

### 集英社（りぼん）
- サザンクロス（全1巻）
  - 「サザンクロス」「CRYマックス」「渚、出バンダナ!」「ダウト!」収録。
- PARA★ダイス（全2巻）
  - 「PARA★ダイス」「エスパー学園」「ネライウチ!」収録。

### 双葉社（コミックハイ）
- アリーナ!（全2巻）

### 竹書房（まんがくらぶオリジナル）
- 園児様のゆーとおりっ（全1巻）

### 新書館（ウンポコ、月刊ウイングス）
- 少年よ耽美を描け（全8巻）
- ヒビキノBB（全2巻） - 単行本は秋田書店
- ビートロック☆ラブ（全1巻）
- 腐女子、小清水詩織。（既刊1巻）

### ウェッジホールディングス（S-lash2）
- ダブルアンコール（全1巻）

### スクウェア・エニックス（ガンガンONLINE、ガンガンコミックスpixiv）
- アフォガード（全5巻）
- 青春は獣充だ（全2巻）
- JKと家庭教師（全3巻）

### 講談社（ARIA、少年マガジンエッジ）
- 摩訶ソサエティ（全3巻）
- 開講! オタクゼミナール（全1巻[8]）
- 星野さん家のアルとカナ（全2巻）

### リブレ（ビーボーイP!）
- 後輩が一途すぎる話（全1巻）

### KADOKAWA（アンジェンテ、B's-LOVEY COMICS）
- 僕は王子様になれない

### アンソロジー
- カレンダーボーイ〜祝日擬人化コミックス〜（アンソロジー漫画、全3巻、2009年10月23日 - 2011年3月25日発売、新書館）
- ハルヒコミックアンソロジー キョン＆古泉の災難（2009年12月26日発売、角川書店、ISBN 978-4-04715-359-2）
- 東日本大震災チャリティー漫画本 PARTY! HANA[注 1][9]（2011年8月5日発売[10]、メディアパル、ISBN 978-4-89610-201-7）
  - 魔訶ソサエティ〜真中教授の研究〜[11]
- TIGER&BUNNY公式コミックアンソロジー #01 It takes two to make a quarrel.（2011年9月22日発売、角川書店、ISBN 978-4-04854-696-6）
- TIGER&BUNNY公式コミックアンソロジー extra（2012年9月26日発売、角川書店、ISBN 978-4-04120-514-3）
- 生徒会長に忠告公式アンソロジー（2013年4月25日発売、新書館、ISBN 978-4-40367-143-2）
- ひらり、別冊 部活アンソロジー ほうかご! 2（2014年4月30日発売、新書館、ISBN 978-4-40367-157-9）
- 月刊少女野崎くんアンソロジー（2014年8月22日発売、スクウェア・エニックス、ISBN 978-4-75754-405-5）
- KING OF PRISM by PrettyRhythm 4コマアンソロジー次世代編（2016年9月26日発売、KADOKAWA、ISBN 978-4-04068-700-1）

雑誌掲載されたトリビュートからの収録
- 弱虫ペダル公式アンソロジー 放課後ペダル 2（2015年2月6日発売、秋田書店、ISBN 978-4-253-21320-2）
- ネオ寄生獣f（2015年3月23日発売、講談社、ISBN 978-4-06377-151-0）
- 刀剣乱舞-ONLINE-アンソロジー ―出陣準備中!―（2016年3月16日発売、ISBN 978-4-25315-315-7）

### コミックス未収録作品
- 気合い上等!
- 少女は羊の夢を見る
- 愛のワンスプーン
- A級マスク
- ボンミス!
- LAMP
- さゆみんドットコム
- 三ツ星★★★純喫茶
- ノジョウライフ!〜V系農場男子〜
- イジワル男子の愛情表現（原作：cheeery、モバスペBOOK）
- 4コマcomicパレットパレード（原作：シリコンスタジオ、主婦と生活社（Comic PASH!））

### その他
小説の表紙イラスト
- オフィスの甘い罠（著：七瀬みお、スターツ出版、全1巻）
- シュガーラブ 〜契約上の婚約者〜（著：若菜モモ、ベリーズブックス、全1巻）

電子版の小説の表紙イラスト
- 俺様彼氏とあたしの関係（著：ヒヨリ、スターツ出版e文庫、全3巻）
- キケンな恋の方程式 〜イケメン同級生と甘～い同居っ!?〜（著：立川凛音、スターツ出版e文庫、全1巻）
- スウィートレッスン（著：莉生、スターツ出版e文庫、全1巻）
- ハッピー☆ウエディング（著：Mai、スターツ出版e文庫、全1巻）
- パパとママのヒミツ♪（著：愛祐実、スターツ出版e文庫、全1巻）